# تاريخ إيطاليا الاقتصادي
تمتلك إيطاليا اقتصاداً رأسمالياً مع ارتفاع نصيب الفرد من إجمالي الناتج المحلي و بوجود بنية تحتية متقدمة. وفقاً لصندوق النقد الدولي، كانت إيطاليا في عام 2008 سابع أكبر اقتصاد في العالم ورابع أكبر اقتصاد في أوروبا. إيطاليا عضو في مجموعة الدول الثماني الصناعية الكبرى والاتحاد الأوروبي ومنظمة التعاون والتنمية الاقتصادية.

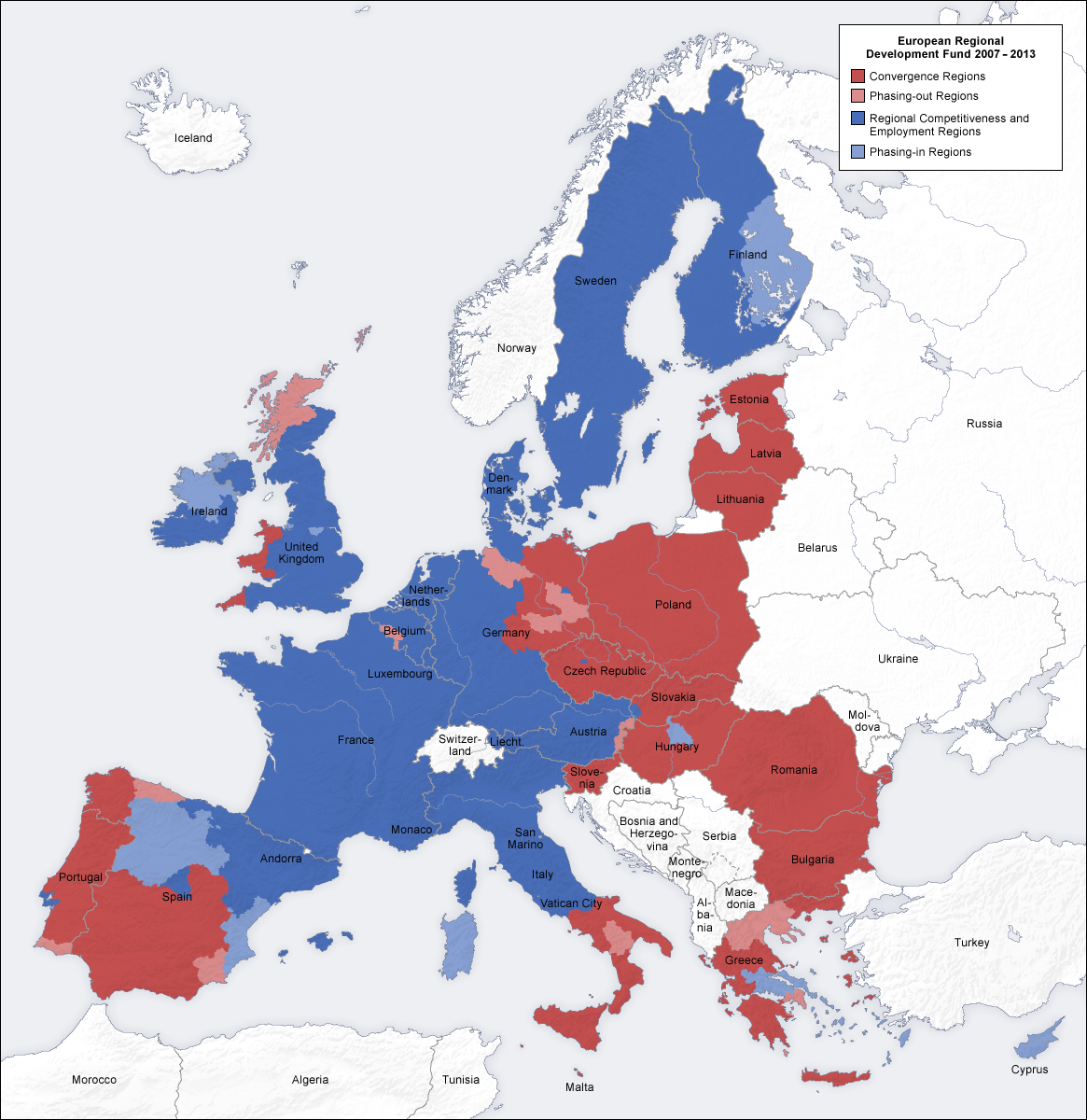
الصندوق الأوروبي للتنمية الإقليمية 2007-2013: جنوب إيطاليا وتصنف كلها تقريبا في إطار الهدف التقارب (الناتج المحلي الإجمالي للفرد الواحد أقل من 75٪ من المتوسط في الاتحاد الأوروبي).